# ایندومیل
ایندومیل (انگلیسی: INDUMIL) شرکت دولتی صنایع جنگ‌افزاری کلمبیایی است، که در سال ۱۹۵۴ تأسیس شد و هم‌اکنون در زمینه ساخت انواع مهمات، سلاح گرم و تجهیزات توپخانه، همچنین تولید انواع مواد منفجره و یونیفرم نظامی فعالیت می‌کند.